# Okres Havlíčkův Brod
Okres Havlíčkův Brod (Bezirk Deutschbrod) ist ein Bezirk in Tschechien im nördlichen Teil der Vysočina. Auf einer Fläche von 1.265 km² leben etwa 95.000 Einwohner (2007).
Die Wirtschaft des Bezirks wird bestimmt durch Textil- und Bekleidungsindustrie, Glasindustrie, Maschinenbau und Landwirtschaft, in der 10 % der sozialversicherungspflichtig Beschäftigten meist Kartoffeln und Getreide anbauen.
Die gesunde Umwelt zieht Besucher an, die vor allem das Naturreservat Stvořidla an der Sázava und das Tal der Doubrava besuchen.

## Städte und Gemeinden
Bačkov – Bartoušov – Bělá – Bezděkov – Bojiště – Boňkov – Borek – Břevnice – Čachotín – Čečkovice – Česká Bělá – Číhošť – Dlouhá Ves – Dolní Krupá – Dolní Město – Dolní Sokolovec – Druhanov – Golčův Jeníkov – Habry – Havlíčkova Borová – Havlíčkův Brod – Herálec – Heřmanice – Hněvkovice – Horní Krupá – Horní Paseka – Hradec – Hurtova Lhota – Chotěboř – Chrtníč – Chřenovice – Jedlá – Jeřišno – Jilem – Jitkov – Kámen – Kamenná Lhota – Klokočov – Knyk – Kochánov – Kojetín – Kouty – Kozlov – Kožlí – Kraborovice – Krásná Hora – Krátká Ves – Krucemburk – Kunemil – Květinov – Kyjov – Kynice – Lány – Ledeč nad Sázavou – Leškovice – Leština u Světlé – Libice nad Doubravou – Lípa – Lipnice nad Sázavou – Lučice – Malčín – Maleč – Michalovice – Modlíkov – Nejepín – Nová Ves u Chotěboře – Nová Ves u Leštiny – Nová Ves u Světlé – Okrouhlice – Okrouhlička – Olešenka – Olešná – Ostrov – Oudoleň – Ovesná Lhota – Pavlov – Podmoklany – Podmoky – Pohled – Pohleď – Prosíčka – Přibyslav – Příseka – Radostín – Rozsochatec – Rušinov – Rybníček – Sázavka – Sedletín – Skorkov – Skryje – Skuhrov – Slavětín – Slavíkov – Slavníč – Sloupno – Služátky – Sobíňov – Stříbrné Hory – Světlá nad Sázavou – Šlapanov – Štoky – Tis – Trpišovice – Uhelná Příbram – Úhořilka – Úsobí – Vepříkov – Veselý Žďár – Věž – Věžnice – Vilémov – Vilémovice – Víska – Vlkanov – Vysoká – Zvěstovice – Ždírec – Ždírec nad Doubravou – Žižkovo Pole